# Skeleton (Sportart)
Skeleton (englisch skeleton = ‚Skelett‘) ist eine Sportart, bei der die Athleten mit Geschwindigkeiten bis zu 145 km/h bäuchlings und mit dem Kopf voran auf einem speziellen Rodelschlitten durch einen Eiskanal fahren. Der Name des Schlittens und damit der Sportart rührt daher, dass das Gefährt an ein stählernes Skelett erinnert.
Da beim Skeleton im Gegensatz zum Rodeln mit Anlauf gestartet wird, auf Bobbahnen gefahren wird und die Sportart verbandlich im Bobsport organisiert ist, wird Skeleton zum Bobsport gezählt, obwohl ein Skeletonschlitten auf den ersten Blick eher einem Rennschlitten der Rennrodler ähnelt. Für Männer und Frauen ist Skeleton ein Teil der olympischen Sportarten.

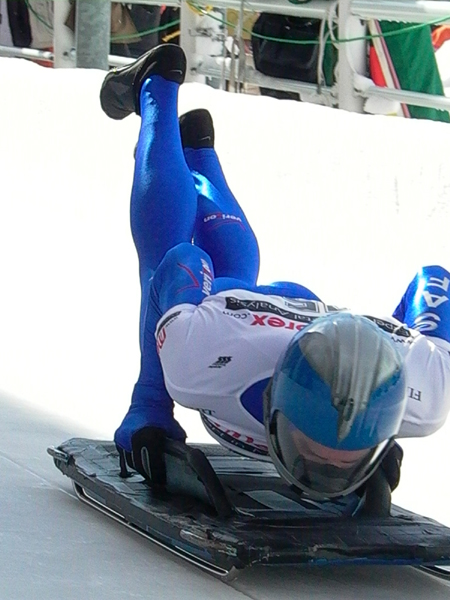
Fahrer beim Start

## Regeln

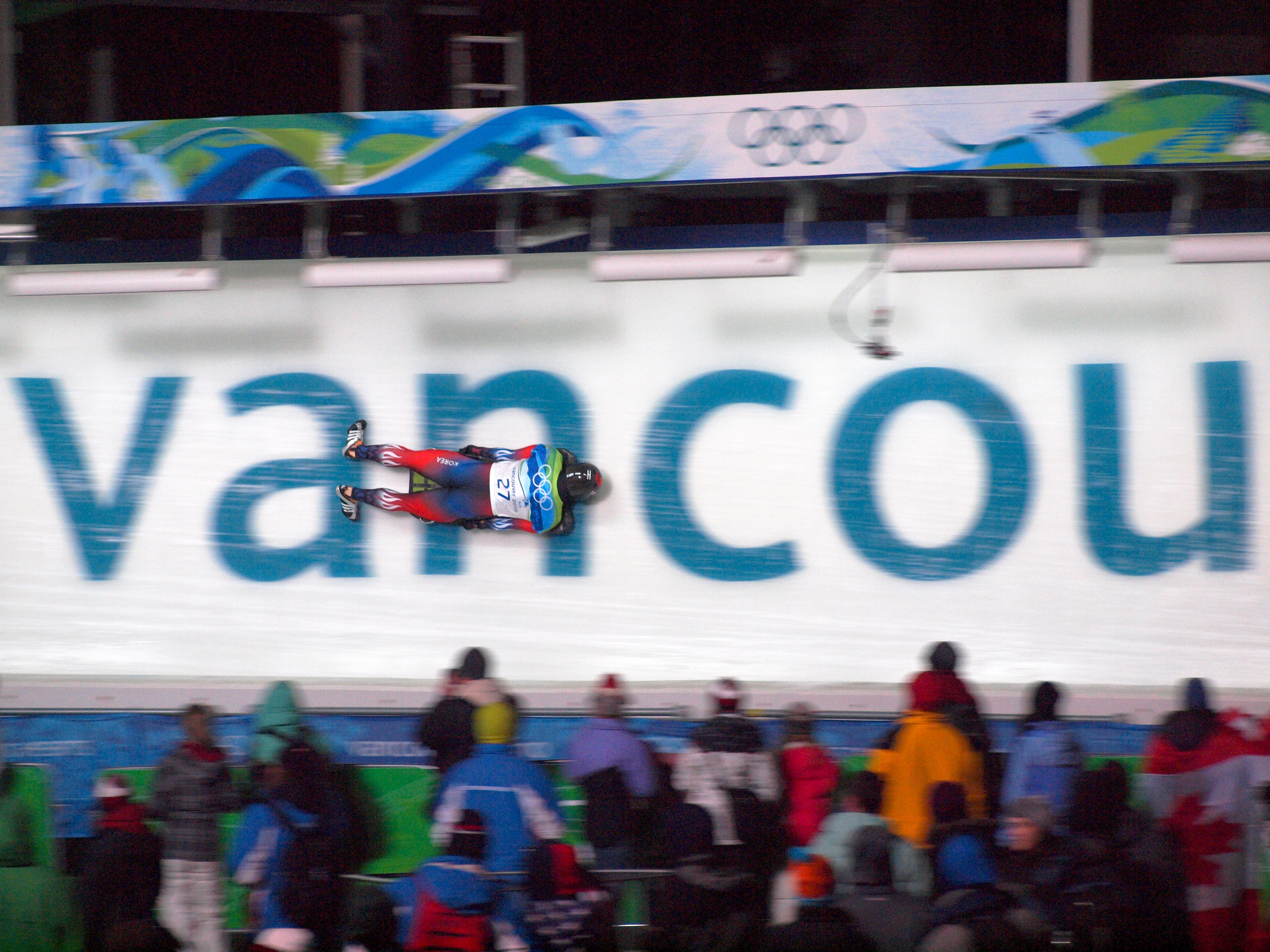
Skeleton-Fahrer während der Fahrt

Skeleton-Wettbewerbe werden als ursprüngliche Disziplin auf dem „Cresta Run“ in St. Moritz und in einer etwas veränderten Form auf Bobbahnen ausgetragen. Die Fahrer starten im Stehen und springen nach einem kurzen Anlauf auf den Schlitten. Es wird auf dem Bauch liegend gefahren.
Der Skeleton besteht aus einer seitlich hochgezogenen starren Wanne mit Haltebügeln sowie seitlichen Prallbügeln vorne und hinten. Während die Schlittenkonstruktion auf dem „Cresta Run“ recht offen reglementiert ist, gelten auf den Bobbahnen präzise Vorschriften:
Die Schlittenlänge liegt zwischen 800 und 1200 mm, außerdem muss er eine Gesamthöhe von 80 bis 200 mm haben. Die Kufenspurbreite von Kufenmitte zu Kufenmitte beträgt 340 bis 380 mm. Der Schlitten darf das Höchstgewicht von 45 kg bei den Männern und 38 kg bei den Frauen nicht übersteigen. Das zulässige Maximalgewicht von Schlitten und Athlet beträgt 120 kg (102 kg bei den Frauen).
Die Skeletonfahrer (auch Skeletonis genannt) tragen einen einteiligen Stoffanzug, einen leichten Schutzhelm mit Kinnschutz sowie Skeletonschuhe (Bürstenschuhe, Bobschuhe) mit Spikes mit einem maximalen Durchmesser von 1,5 mm und einer maximalen Länge von 5 mm. Die Anzahl von 250 Spikes pro Schuh darf nicht unterschritten werden.

## Geschichte

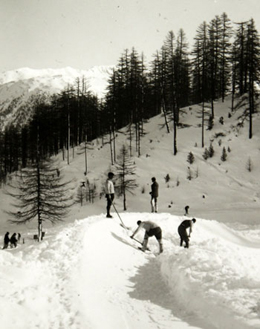
Errichtung des Cresta Run 1884

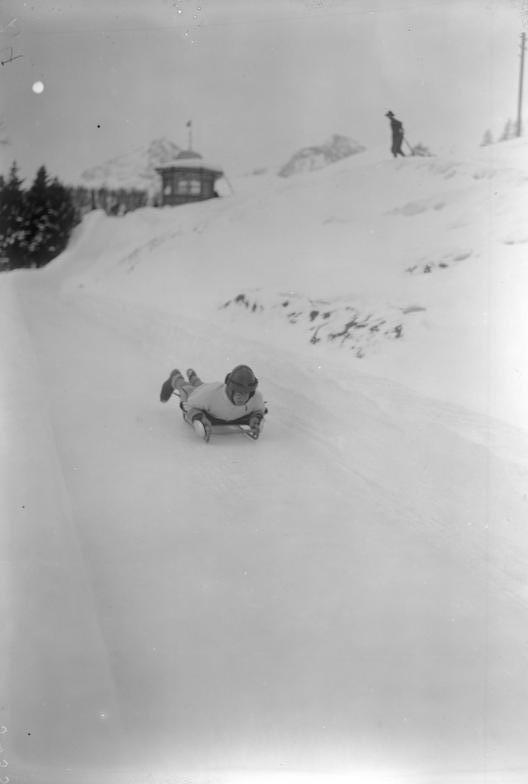
Skeleton-Fahrer bei den Olympischen Winterspielen 1928

Seinen Ursprung nahm der Skeleton-Sport in den berühmten Kurorten Davos und St. Moritz in der Schweiz, wo sich das Rodeln vor allem bei Kurgästen großer Beliebtheit erfreute. 1884 erbaute eine Gruppe von Briten um Major W. H. Bulpett eine Eisrennbahn zwischen St. Moritz und Celerina. Für dieses Unternehmen wurde ein steiler Hang oberhalb des Celeriner Ortsteils Cresta erwählt. Am 16. Februar 1885 wurde das erste der legendären Cresta-Rennen, das „Grand National“, ausgetragen. 1887 wagte der erste Fahrer die Abfahrt liegend mit dem Kopf voran. Zwei Cresta-Fahrer haben das „Grand National“ je achtmal gewonnen: Nino Bibbia (Italien) und Franco Gansser (Schweiz). Dieses Rennen ist der weltweit älteste Wintersportwettkampf, der heute noch ausgetragen wird. In der langen Tradition des Rennens vermochten sich nur ganz wenige einheimische Engadiner in die Siegerliste einzutragen: Emil Thoma-Badrutt, Johannes Badrutt, Marcel Melcher, Nico Baracchi und Giancarlo Pitsch. Aus dem Skeleton auf dem „Cresta Run“, das einem vorwiegend elitären Kreis vorbehalten war, entwickelte sich Ende des 19. Jahrhunderts der Bobsport und ein knappes Jahrhundert später das Bobbahn-Skeleton.
Die Skeletonfahrer sind seit 1923 mit den Bobsportlern in der Fédération Internationale de Bobsleigh et de Tobogganing (FIBT) organisiert. Ihr deutscher Verband ist der Bob- und Schlittenverband für Deutschland (BSD), dem auch die deutschen Rennrodler angehören. Der Verband wurde unter anderem Namen schon 1911 gegründet. Ihr Schweizer Verband ist Swiss Sliding.

## Olympische Geschichte

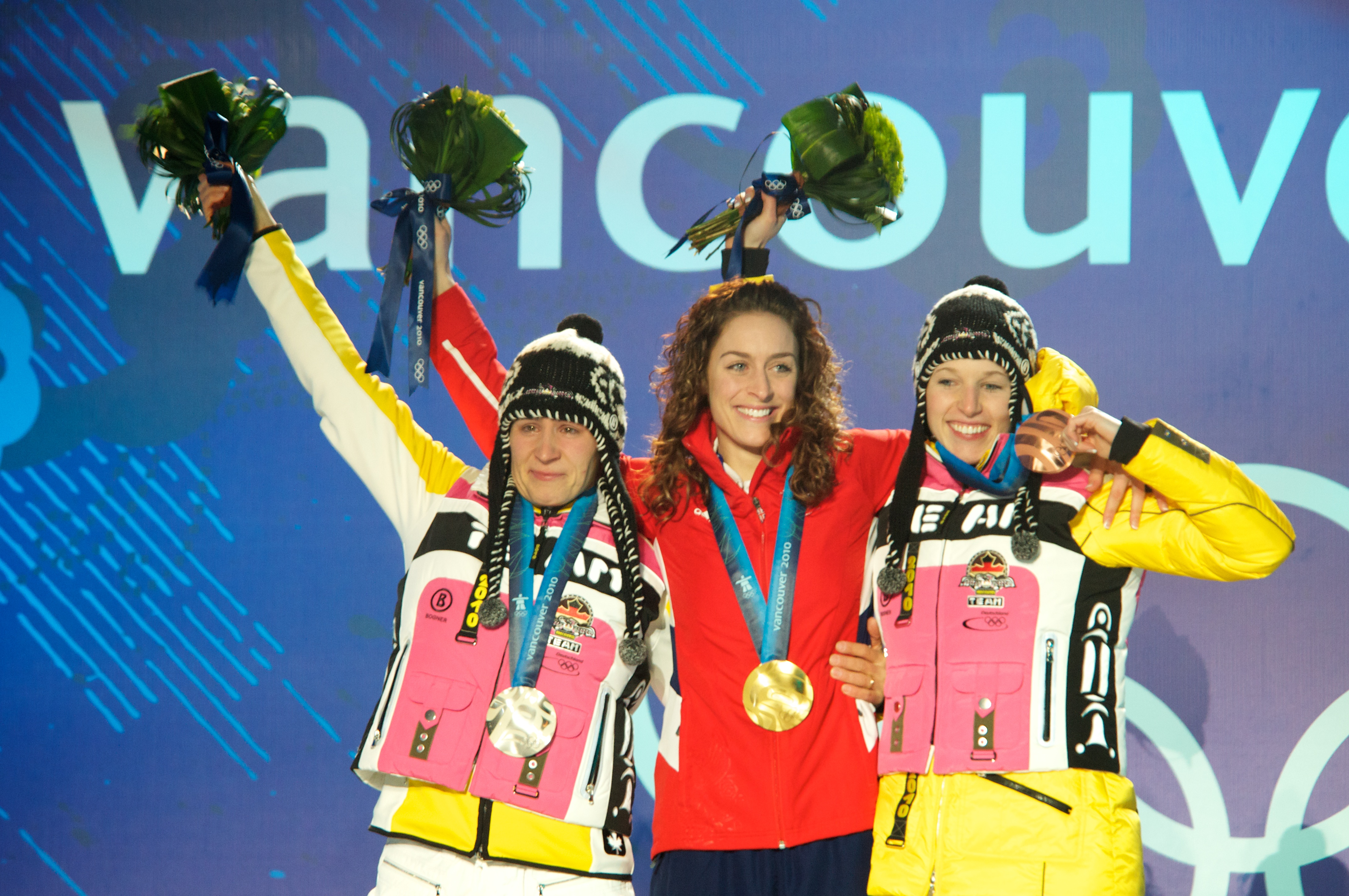
Die Medaillengewinnerinnen bei den Olympischen Winterspielen 2010 (von links nach rechts): Kerstin Szymkowiak, Amy Williams und Anja Huber

Skeleton wurde, ebenso wie der Bobsport, vom IOC 1926 zur olympischen Sportart erklärt. Die ersten – und für längere Zeit die letzten – olympischen Skeleton-Wettkämpfe konnten die Fahrer bei den Spielen 1928 in St. Moritz feiern. 20 Jahre später wurde wiederum an seiner Geburtsstätte St. Moritz Skeleton für Männer erneut ins Programm der Olympischen Winterspiele 1948 aufgenommen, jedoch wiederum nicht beibehalten. Es dauerte diesmal noch länger, bis die rasante Sportart wieder zu olympischen Ehren gelangte. Nach 54 Jahren Pause ist Skeleton seit den Olympischen Winterspielen 2002 in Salt Lake City wieder Bestandteil der olympischen Wettbewerbe. 2002 fanden zudem erstmals auch olympische Skeleton-Wettkämpfe für Frauen statt.

## Wettbewerbe
- Skeleton bei den Olympischen Spielen
- Skeleton-Weltmeisterschaft
- Skeleton-Weltcup
- Skeleton-Nordamerikacup
- Skeleton-Europameisterschaft
- Skeleton-Europacup